# José Francisco Moreira dos Santos
José Francisco Moreira dos Santos (ur. 12 października 1928 w Mata Mourisca, zm. 16 marca 2023 w Luandzie) – angolski duchowny rzymskokatolicki, w latach 1967–2008 biskup Uije, kapucyn.

## Życiorys
Święcenia kapłańskie przyjął 20 stycznia 1952. 14 marca 1964 został prekonizowany biskupem Uije. Sakrę biskupią otrzymał 30 kwietnia 1967. 2 lutego 2008 przeszedł na emeryturę.